# Nossa Senhora de Fátima (Entroncamento)
Nossa Senhora de Fátima is een freguesia in de Portugese gemeente Entroncamento.